# Cantone di Wasselonne
Il Cantone di Wasselonne era una divisione amministrativa dell'arrondissement di Molsheim.
A seguito della riforma approvata con decreto del 18 febbraio 2014, che ha avuto attuazione dopo le elezioni dipartimentali del 2015, è stato soppresso.

## Composizione
Comprendeva i comuni di
- Balbronn
- Bergbieten
- Cosswiller
- Dahlenheim
- Dangolsheim
- Flexbourg
- Kirchheim
- Marlenheim
- Nordheim
- Odratzheim
- Romanswiller
- Scharrachbergheim-Irmstett
- Traenheim
- Wangen
- Wangenbourg-Engenthal
- Wasselonne
- Westhoffen